# ألبرت إي. سامرز
ألبرت إي. سامرز هو سياسي أمريكي، ولد في 1824 في فرجينيا في الولايات المتحدة، وتوفي في 1 أبريل 1901 في تشارلستون في الولايات المتحدة. نشط حزبياً في الحزب الديمقراطي. وقد انتخب عضو مجلس مندوبي فرجينيا الغربية ‏ وانتخب عضو مجلس ولاية فيرجينيا الغربية ‏.